# Ioakeim (Billis)
Ioakeim (světským jménem: Ioakeim Billis; * 24. března 1972, Soluň) je řecký pravoslavný duchovní Konstantinopolského patriarchátu, arcibiskup a metropolita Prousy.

## Život
Narodil se 24. března 1972 v Soluni.
Studoval právo a teologii na Aristotelově univerzitě v Soluni.
Dne 21. dubna 2002 byl biskupem Synnady Dionysiem (Sakatisem) rukopoložen na diákona a do roku 2008 sloužil jako diákon patriarchy.
Ve dnech 28.-29. června 2009 byl součástí delegace Konstantinopolského patriarchátu ve Vatikánu.
V březnu 2013 byl jmenován kodikograf Svatého synodu Konstantinopolského patriarchátu.
Dne 4. října 2017 byl ustanoven generálním sekretářem Svatého synodu a 8. října 2017 byl patriarchou Bartolomějem I. rukopoložen na jereje
Dne 17. března 2021 byl Svatým synodem zvolen metropolitou Prousy.
Dne 25. března 2021 proběhla v chrámu svatého Jiří v Istanbulu jeho biskupská chirotonie. Světiteli byli patriarcha Bartoloměj, metropolita Chalkédónu Emmanouil (Adamakis), metropolita Derkoi Apostolos (Daniilidis), metropolita Myriophytosu a Peristasis Eirinaios (Ioannidis), metropolita Myry Chrysostomos (Kalaïtzis), Metropolita Sasimy Gennadios (Lymouris), metropolita Arkalochori, Kastelliou a Viannos Andreas (Nanakis), metropolita Adrianopolis Amfilochios (Stergiou) a metropolita Saranta Ekklisies Andreas (Sofianopoulos).